# Elise Gutmann

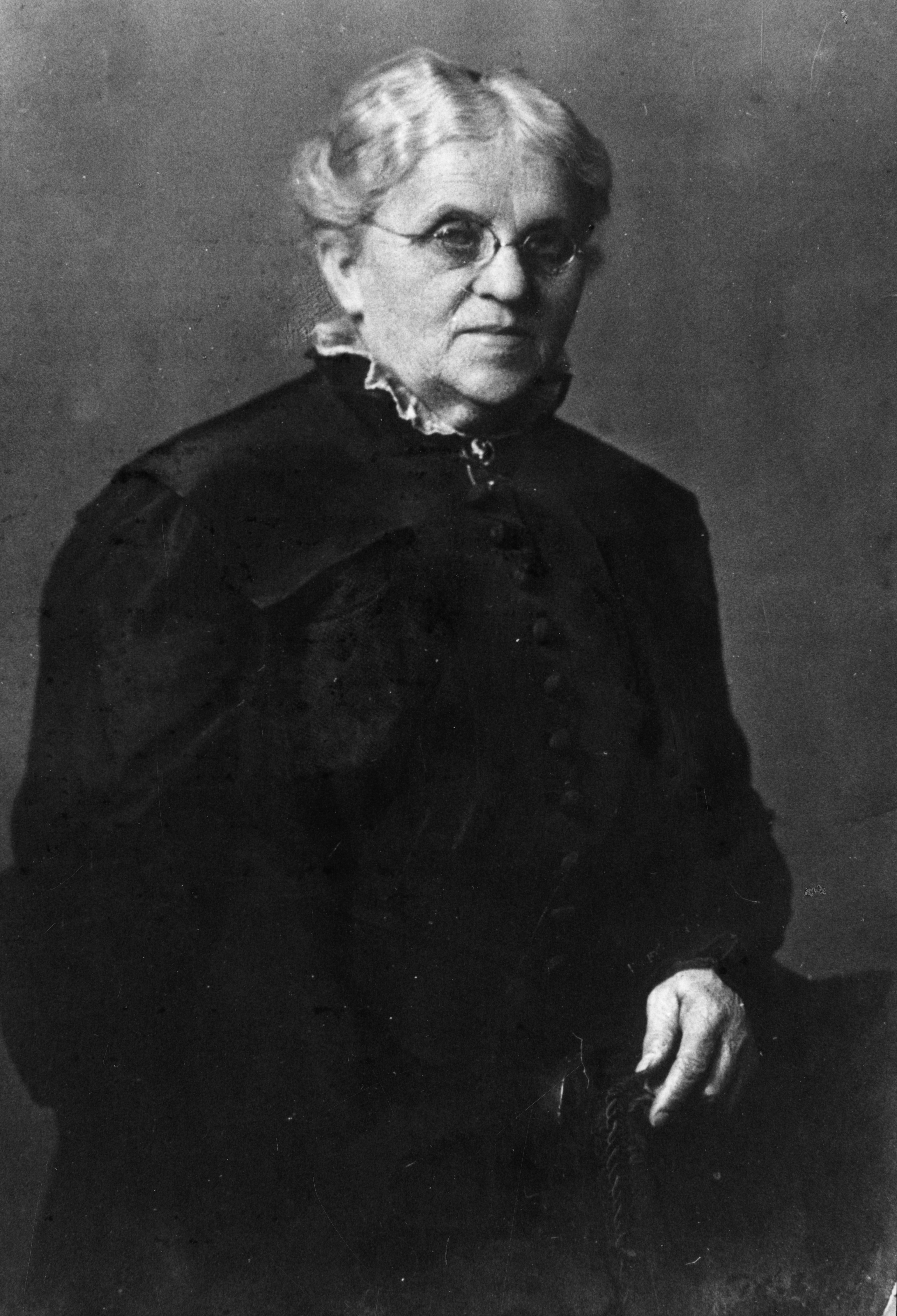
Elise Gutmann

Elise Gutmann, geb. Kahn (* 20. Februar 1846 in Jöhlingen, heute: Walzbachtal; † 27. Januar 1923 in Mannheim) war Mitbegründerin des Vereins für Mutterschutz und Gründerin der Jüdischen Frauenvereinigung Mannheim.

## Leben
Über das Leben von Elise Gutmann ist vor ihrem Umzug nach Mannheim im Jahr 1900 nichts bekannt. In Mannheim gründete sie 1906 die Jüdische Frauenvereinigung, die sie ab 1917 bis 1921 als alleinige Vorsitzende leitete. Wie die 1908 verabschiedete Satzung festlegte, hatte der Verein die Aufgabe, „soziale Hilfsarbeit“ zu leisten. Bereits 1907 war eine Kinderstube für jüdische Kinder eingerichtet worden; 1911 wurde diese um einen Hort für schulpflichtige 6- bis 10-jährige Kinder erweitert. Es folgte ein Hort für über 10-jährige Kinder in Zusammenarbeit mit dem von Alice Bensheimer gegründeten Frauenbund Caritas der August-Lamey-Loge. Besonderes Augenmerk galt dabei Kindern, die mit ihren Familien nach der Jahrhundertwende vor Pogromen aus Osteuropa geflohen waren. Des Weiteren betrieb die Jüdische Frauenvereinigung eine Stellenvermittlung und einen Nähzirkel, es wurden Diskussionsabende und Vorträge veranstaltet.
Im Jahr 1907 gründete Elise Gutmann zusammen mit Elisabeth Blaustein und weiteren Frauen den Verein für Mutterschutz. Bereits vor dessen Gründung hatte Gutmann in ihrer Wohnung eine wöchentliche Sprechstunde für uneheliche werdende Mütter abgehalten. Während des Ersten Weltkriegs arbeitete sie als Säuglingspflegerin in der von Alice Bensheimer geleiteten Mannheimer Zentrale für Kriegsfürsorge. Politisch engagierte sich Elise Gutmann in der Fortschrittlichen Volkspartei, der Vorläuferin der Deutschen Demokratischen Partei. Mit ihrem sozialen Engagement war Elise Gutmann Teil eines Mannheimer Netzwerkes „von aktiven Frauen mit guten Verbindungen (…), das beispielgebende Arbeit in der Sozialfürsorge der Stadt leistete.“
Elise Gutmann starb 1923 im Alter von 77 Jahren. Zusammen mit ihrem Mann, dem Kaufmann Jakob Gutmann (1937–1914) ist sie auf dem Jüdischen Friedhof in Mannheim begraben.